# Піч (символ)

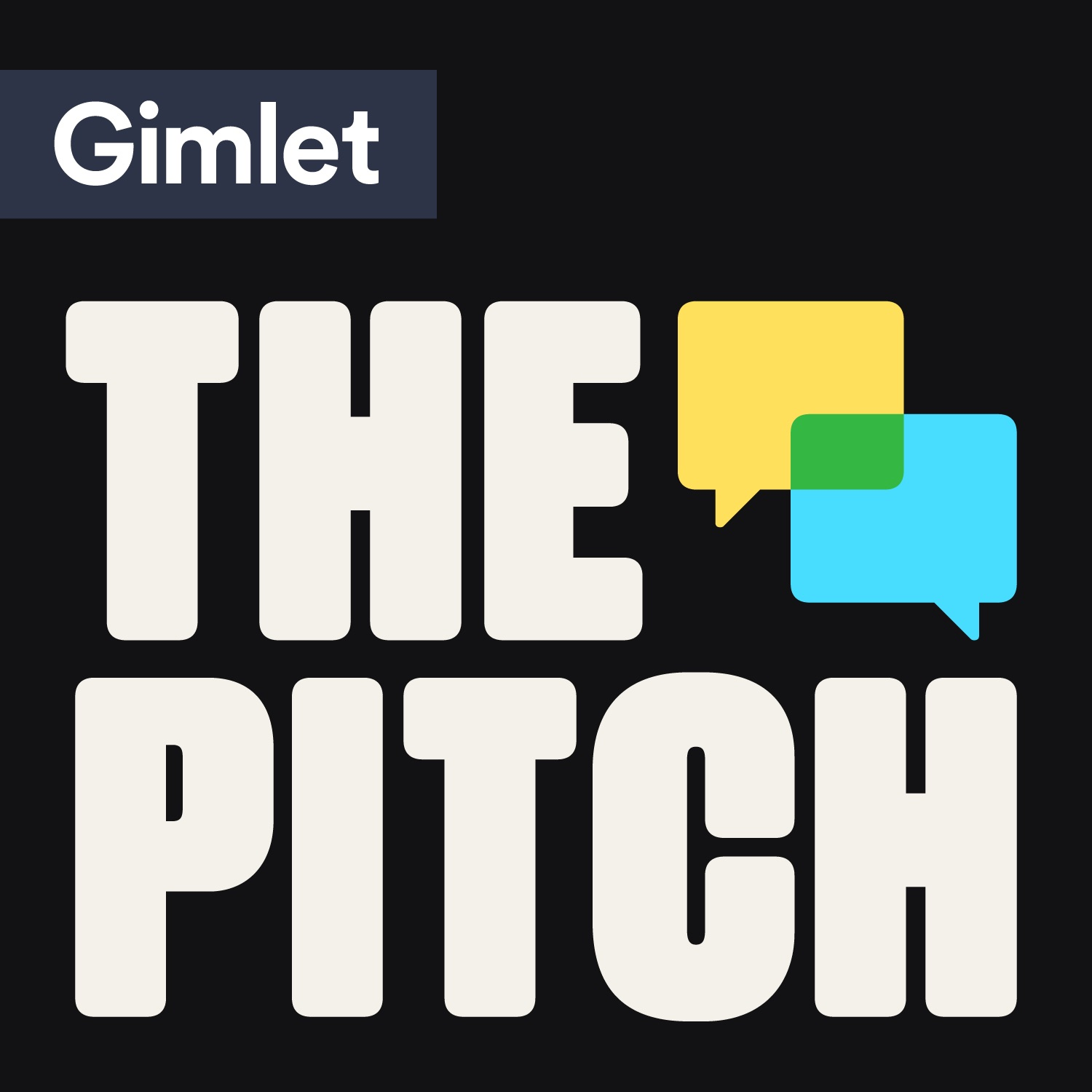
Українська розмальована піч. Полісся.

Піч — символ материнського першопочатку (начала); чистого, духовного виношування плоду; святості; непорушності сім'ї; неперервності життя українського народу; рідної хати, батьківщини; босоногого світлого дитинства; поетичний символ народної обрядовості.
«Піч — наче мати рідна», «Піч у хаті — те саме, що вівтар у церкві», «Рідну матір може підмінити лише піч», — казали у давнину. У міфології литовців був дух Каукас, який ніс в дім добро і жив під піччю. Саме туди перемістилася і оселя слов'янського домовика, коли комин, за народними уявленнями, став місцем перебування чортів і відьом. Стародавні римляни вшановували Форнакс — богиню домашнього вогнища. У слов'янській міфології аналогічні функції виконував Рарог. У слов'ян постійно перебував у печі, на печі чи за нею пічник.
В Україні існував справжній культ печі. І не тільки тому, що в ній варили їжу, пекли хліб, сушили збіжжя, на ній спали, лікували простуди тощо. Піч була глибоким символом рідного вогнища, неперервності роду.
Пов'язаному з піччю вогнищу предки приписували чудодійні сили покровителя роду. Тому піч була тим священним місцем, де жінка народжувала дитину.
Водночас піч — обитель старших членів родини. За повір'ям, піч може взяти хвору дитину і повернути її здоровою.

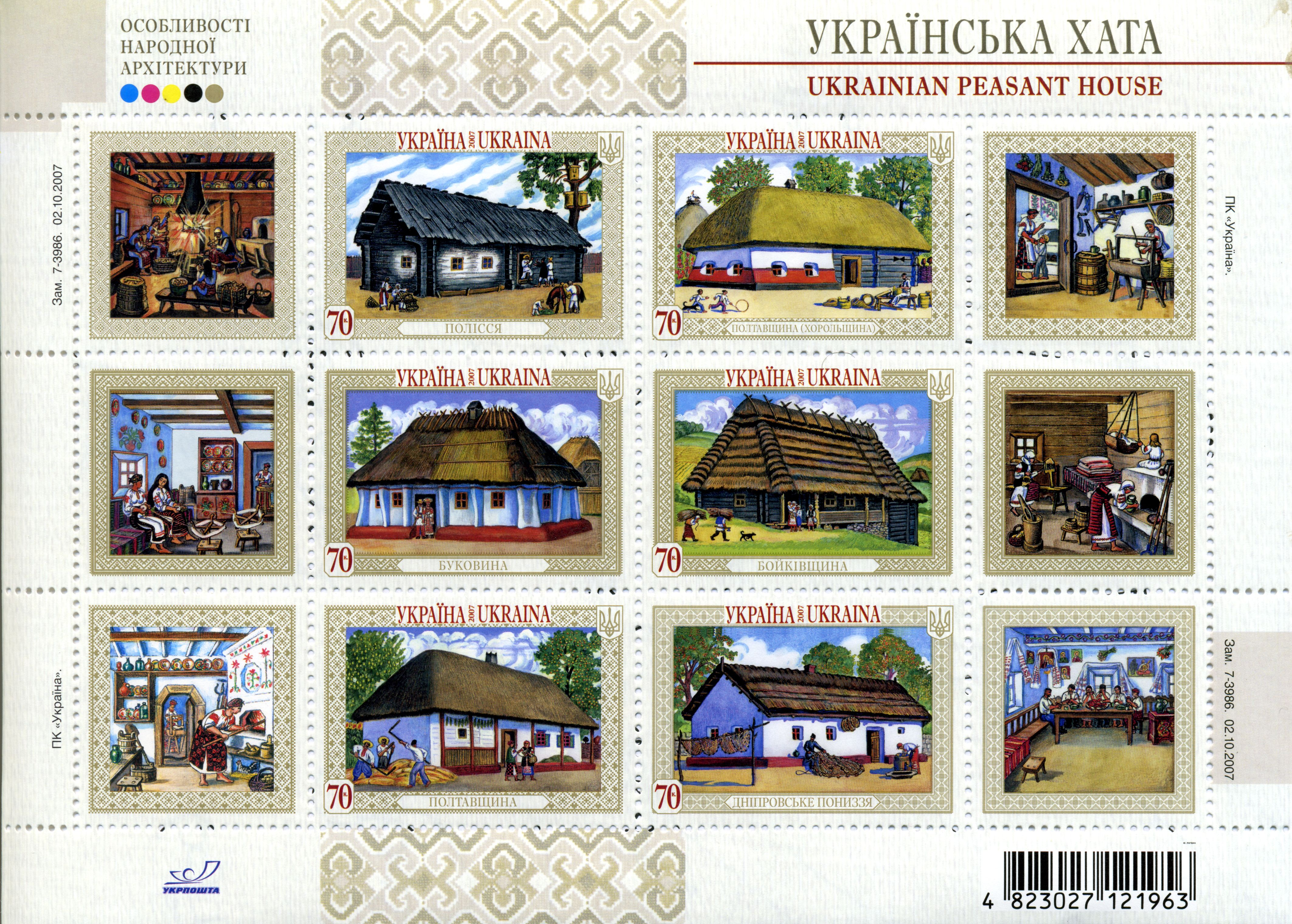
Українські пічки на марковому блоці Укрпошти (частина 1)

М.Коцюбинський у повісті «На піч» описує давній звичай, коли вогнище стало на захист честі дівчини, кинутої хлопцем, який обіцяв одружитися з нею. Вона таємно проникла в хату свого обранця, а потім в усіх на очах сіла на піч. У такому разі ні хлопець, ні його батьки не могли відмовити у весіллі. Про обряд очищенням вогнем згадує і М.Гоголь («Вій»): люди, які несли тіло панночки до церкви, прикладали долоні до печі.
Піч була живою покровителькою і членам усякої родини. З великою пошаною наречена вклонялася передньому куту хати, порогу і печі, а потім уже іконам. Відомий обряд, коли засватана дівчина «колупала піч», прохаючи тим самим у домового дозволу на шлюб. Деякі дослідники вважають, що таким чином вона виконувала символічний акт: під нігті потрапляли не просто глина, часточки батьківського домашнього тепла, материнської любові, які дівчина хотіла взяти у дім нареченого.

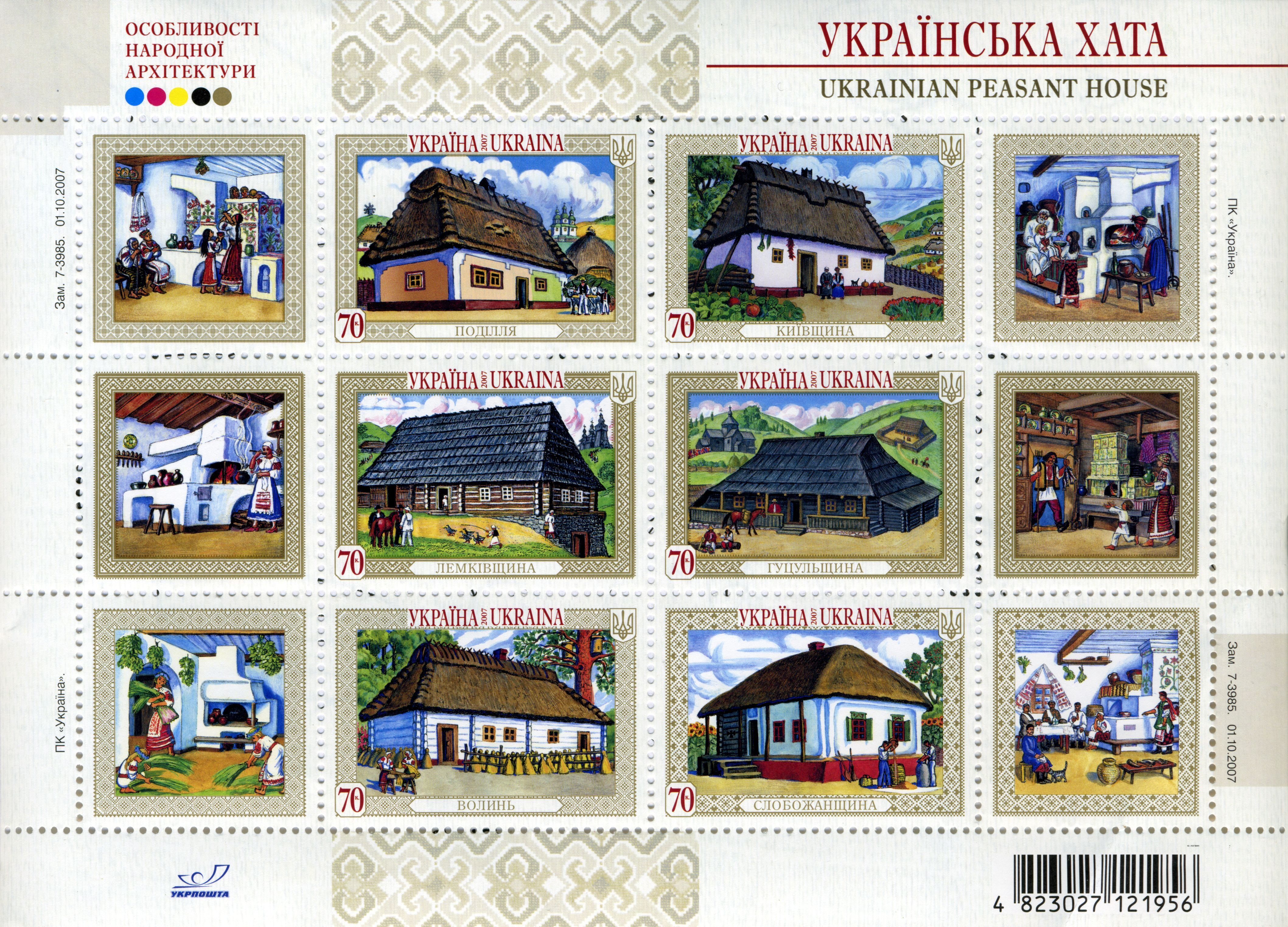
Українські пічки на марковому блоці Укрпошти (частина 2)

У деяких регіонах з цією ж метою молода при переході в оселю молодого брала з собою жарини з печі.
Цікаво також, що коли знахарка проводить лікування в хаті, то проказує замовляння лише в баб'ячому кутку, біля печі. Цей куток вважався місцем невістки. Вихід із нього у красний кут (світлицю) був знаковим символом і використовувався у весільному обряді.
Піч була глибоким поетичним символом багатьох народних обрядодій. Підтвердженням єдності сонця і вогнища є випічка в печі короваїв, що за формою нагадували сонце. З нею пов'язані обряди «женити комина» (комин — частина печі), «посвіт» та ін.
Піч часто білили, прикрашали декоративними розписами (Поділля), витинанками (Хмельниччина), розмальовками з паперу (Петриківці). Тобто піч була символом високих естетичних смаків українців.
Категорично заборонялося плювати у палаючий вогонь, лаятися біля печі («Сказав би, та піч у хаті»). Піч була оберегом від різної нечисті. Лучину, жаринки, попіл використовували при ворожіннях, лікуванні хворих. На знак пошани до віковічної годувальниці українців на Рівненщині навіть споруджено пам'ятник печі.
У фольклорі, літературі піч символізує святість, неперервність життя народу, світле дитинство, тепло, затишок та ін. За словами В.Земляка, «для справжнього українця піч однаково, що вівтар для віруючого».